# Industry (Maine)
Pour les articles homonymes, voir Industry.
Industry est une ville américaine située dans le Comté de Franklin, dans le Maine. Selon le recensement de 2020, sa population est de 788 habitants.

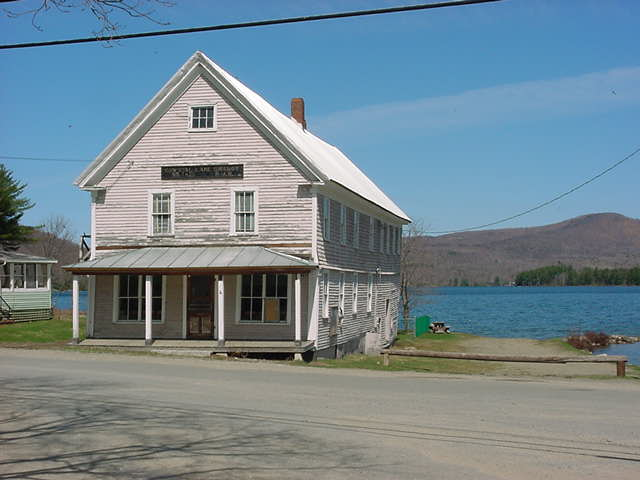
L'ancien Crystal Lake Grange au lac Clearwater, qui a été démoli. photo prise le 20/04/2002